# Hillieae
Hillieae es una tribu de plantas perteneciente a la familia Rubiaceae.

## Géneros
Según NCBI
- Balmea - Cosmibuena - Hillia[1]